# SPRR1B
SPRR1B (англ. Small proline rich protein 1B) – білок, який кодується однойменним геном, розташованим у людей на короткому плечі 1-ї хромосоми.  Довжина поліпептидного ланцюга білка становить 89 амінокислот, а молекулярна маса — 9 888.
| 10         |  | 20         |  | 30         |  | 40         |  | 50         |
| ---------- |  | ---------- |  | ---------- |  | ---------- |  | ---------- |
| MSSQQQKQPC |  | TPPPQLQQQQ |  | VKQPCQPPPQ |  | EPCIPKTKEP |  | CHPKVPEPCH |
| PKVPEPCQPK |  | VPEPCHPKVP |  | EPCPSIVTPA |  | PAQQKTKQK  |  |            |

A: Аланін

C: Цистеїн

E: Глутамінова кислота

H: Гістидин

I: Ізолейцин

K: Лізин

L: Лейцин

M: Метіонін

P: Пролін

Q: Глутамін

S: Серин

T: Треонін

Задіяний у таких біологічних процесах як кератинізація, поліморфізм. 
Локалізований у цитоплазмі.